# Dimos Almyros
Dimos Almyros är en kommun i Grekland.   Den ligger i prefekturen Nomós Magnisías och regionen Thessalien, i den centrala delen av landet, 150 km nordväst om huvudstaden Aten. Antalet invånare är 20 139.